# Пеґґі Сью вийшла заміж
«Пеґґі Сью вийшла заміж» (англ. Peggy Sue Got Married) — американська фентезійна комедійна драма 1986 року режисера Френсіса Форда Копполи з Кетлін Тернер у головній ролі. Сценарій фільму написали Джеррі Лейхтлінг та Арлін Сарнер.
Назва фільму відсилає до однойменної пісні Бадді Холлі 1959 року, яка звучить на початку фільму.

## Синопсис
Пеґґі Сью непритомніє на зустрічі випускників. Коли вона приходить до тями, то опиняється у власному минулому, якраз перед тим, як закінчила школу.

## Акторський склад
| Актор            | Роль                              |
| ---------------- | --------------------------------- |
| Кетлін Тернер    | Пеґґі Сью Келчер                  |
| Ніколас Кейдж    | Чарлі Боделл                      |
| Баррі Міллер     | Річард Норвік                     |
| Кетрін Гікс      | Керол Гіт                         |
| Джоан Аллен      | Медді Наґл                        |
| Джим Керрі       | Влотер Гетц                       |
| Джон Керрадайн   | Лео                               |
| Барбара Гарріс   | Евелін Келчер мати Пеґґі Сью      |
| Дон Мюррей       | Джек Келчер батько Пеґґі Сью      |
| Софія Коппола    | Ненсі Келчер сестра Пеґґі Сью     |
| Морін О'Салліван | Елізабет Альворг бабуся Пеґґі Сью |
| Леон Еймс        | Барні Альворг дідусь Пеґґі Сью    |
| Гелен Гант       | Бет Боделл сестра Чарлі           |

## Виробництво

### Розробка
Спочатку планувалося, що головну роль у фільмі зіграє Дебра Вінгер, а режисером буде Джонатан Деммі. У них виникли творчі розбіжності, і Деммі покинув проект, а на зміну йому прийшла Пенні Маршалл, для якої це мав стати режисерський дебют. Потім у Маршалл виникли творчі розбіжності зі сценаристами і вона також залишила проект. Згодом Вінгер такаож вибула з проекту.
Продюсерська компанія Rastar запропонувала фільм Френсісу Форду Копполі, сподіваючись повернути Вінгер. Зрештою на головну роль була обрана Кетлін Тернер. Двоє родичів Копполи також взяли участь у фільмі: донька Софія Коппола в ролі Ненсі, сестри Пеггі; і племінник Ніколас Кейдж в ролі Чарлі, бойфренда Пеггі. (Пізніше Кейдж розповідав, що ніколи не хотів грати цю роль, але Коппола неодноразово просив його про це; він погодився лише за умови, що зможе зіграти в надмірно експресивній манері.)

### Зйомки
Кетлін Тернер заявляла, що за контрактом, аби не втратити право на фінальний монтаж, Френсіс Форд Коппола був зобов'язаний закінчити фільм у стислий термін. Відповідно, актори та знімальна група працювали двадцять годин на добу, шість днів на тиждень, щоб вчасно доставити фільм на студію.
Тернер неодноразово згадувала про складність роботи з Ніколасом Кейджем. У своїх мемуарах 2008 року вона писала:
|  | Від нього було стільки проблем. Його двічі заарештовували за водіння в нетверезому стані і, здається, один раз за крадіжку собаки. Він натрапив на чихуахуа, який йому сподобався, і запхав його собі в куртку. В останню ніч зйомок він прийшов до мого трейлера після того, як, очевидно, добряче випив. Він впав на коліна і запитав, чи зможу я коли-небудь його пробачити. Я відповіла: "Не зараз. У мене є сцена для зйомок. Вибач", - і просто вийшла. Ніколасу не вдалося зіпсувати фільм, але він й не додав до нього нічого. Протягом багатьох років, коли я його бачила, він вибачався за свою поведінку. Я б відповіла: "Слухай, я вже з цим змирилася". Але я не горіла ідеєю знову працювати з ним. |

У 2008 році, у відповідь на заяви Тернер про те, що він сів за кермо п'яним і вкрав чихуахуа, Кейдж подав на неї до суду за наклеп і виграв справу. В обмін на це він отримав публічні вибачення від Тернер та видавництва, що претензії були неправдивими і наклепницькими, а також обіцянку, що Тернер і видавництво зроблять пожертву на благодійність.

## Випуск
Фільм стартував зі зборами в 6 942 408 доларів США, а в підсумку зібрав у США 41 382 841 доларів. Це був перший касовий успіх Копполи з часів фільму «Ізгої».